# Игнатов, Иван Иосифович
Иван Иосифович Игнатов (18 января 1896 года — 1975 год) — советский военачальник, генерал-майор авиации, участник Гражданской и Великой Отечественной войн.

## Биография
Иван Иосифович Игнатов родился 18 января 1896 года в городе Санкт-Петербурге. В 1918 году он был призван на службу в Рабоче-Крестьянскую Красную Армию. Участвовал в Гражданской войне, за боевые заслуги в 1922 году был удостоен высшего в то время ордена Красного Знамени РСФСР за № 10057. После окончания боевых действий командовал 536-м стрелковым полком.
Впоследствии на протяжении многих лет служил в системе учебных заведений Военно-воздушных сил Рабоче-Крестьянской Красной Армии, а затем Советской Армии. С 1937 года являлся начальником и одновременно военным комиссаром 2-го Ленинградского военного авиационно-технического училища. В начальный период Великой Отечественной войны создал из курсантов своего училища отряд, во главе которого держал оборону на Лужском рубеже под Ленинградом.
С 1943 года служил на должности заместителя по военным учебным заведения командующего Военно-воздушных сил Приволжского военного округа. По окончании войны возглавлял Ленинградские авиационно-технические курсы усовершенствования командного состава имени К. Е. Ворошилова. В июне 1958 года был уволен в запас. Проживал в Ленинграде. Умер в 1975 году, похоронен на Северном кладбище Санкт-Петербурга.

## Награды
- Орден Ленина (21 февраля 1945 года);
- 3 ордена Красного Знамени (1922, 3 ноября 1944 года, 15 ноября 1950 года);
- Орден Отечественной войны 1-й степени (18 августа 1945 года);
- Орден Красной Звезды (17 июня 1943 года);
- Медаль «За оборону Ленинграда» и другие медали.